# Krzywicze Małe
Krzywicze Małe (biał. Малыя Крывічы; ros. Малые Кривичи) – wieś na Białorusi, w obwodzie mińskim, w rejonie wołożyńskim, w sielsowiecie Raków.

## Historia
W czasach zaborów folwark w gminie Raków, w powiecie mińskim, w guberni mińskiej Imperium Rosyjskiego. W 1870 roku należał do Świętorzeckich. 
W latach 1921–1945 folwark a następnie majątek leżał w Polsce, w województwie wileńskim, w powiecie stołpeckim, a od 1927 w powiecie mołodeckim, w gminie Raków.
Według Powszechnego Spisu Ludności z 1921 roku zamieszkiwało tu 26 osób, 18 było wyznania rzymskokatolickiego a 8 prawosławnego. Jednocześnie 5 mieszkańców zadeklarowało polską a 21 białoruską przynależność narodową. Były tu 4 budynki mieszkalne. W 1931 w 4 domach zamieszkiwało 40 osób.
Wierni należeli do parafii rzymskokatolickiej w Rakowie i prawosławnej w Krzywiczach. Miejscowość podlegała pod Sąd Grodzki w Rakowie i Okręgowy w Wilnie; właściwy urząd pocztowy mieścił się w Rakowie.